# Richard Coudenhove-Kalergi
Richard Coudenhove-Kalergi, avstrijski politik, * 16. november 1894, † 27. julij 1972.
Coudenhove-Kalergi je bil predsednik Paneuropa-Union. (1923–1972)